# Lamb (album)
Lamb è il primo album discografico del gruppo musicale inglese Lamb, pubblicato il 30 settembre 1996. Il singolo di lancio Gorecki ottiene un ottimo successo.

## Tracce
1. Lusty – 4:09
2. God Bless – 5:54
3. Cotton Wool – 5:07
4. Trans Fatty Acid – 7:37
5. Zero – 5:31
6. Merge – 5:54
7. Gold – 5:42
8. Closer – 3:51
9. Górecki – 6:30
10. Feela – 6:44